# آرتور گومس
آرتور گومس (انگلیسی: Arthur Gomes؛ زادهٔ ۳ ژوئیهٔ ۱۹۹۸) بازیکن فوتبال اهل برزیل است.
از باشگاه‌هایی که در آن بازی کرده‌است می‌توان به باشگاه فوتبال سانتوس و باشگاه فوتبال شاپه‌کوئنزه اشاره کرد.
وی همچنین در تیم ملی فوتبال زیر ۱۷ سال برزیل بازی کرده‌است.